# Cràter Neugrund

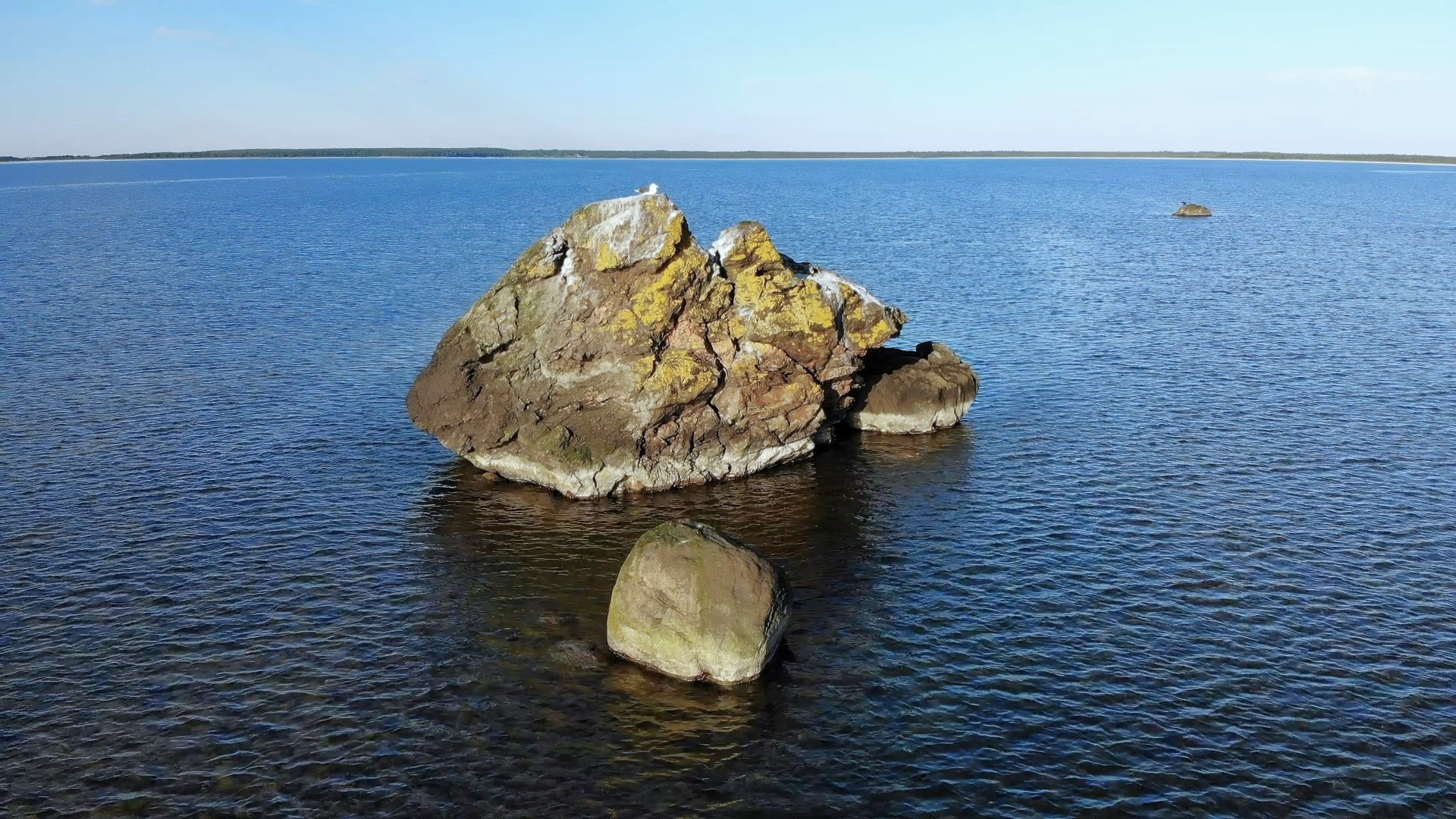

El Cràter de Neugrund és una estructura d'impacte submarina situada al golf de Finlàndia, prop de la costa nord-oest d'Estònia, entre les illes d'Osmussaar i Krassi saar. Amb un diàmetre estimat d'entre 8 i 19 km, és un dels cràters d'impacte marins més ben conservats del món. Es va formar fa aproximadament 535 milions d'anys, durant el Cambrià, a conseqüència de l'impacte d'un asteroide d'uns 1 km de diàmetre.

## Característiques geològiques
El cràter de Neugrund presenta una estructura geològica complexa que combina les característiques típiques d’un cràter d’impacte de tipus complex amb condicions de formació submarines i una evolució posterior influenciada per processos tectònics, sedimentaris i glacials. Situat al fons marí del golf de Finlàndia, a uns 10 km de la costa d’Osmussaar, l’estructura és difícilment observable a simple vista, però l’evidència geofísica i petrològica n’ha permès una caracterització precisa.

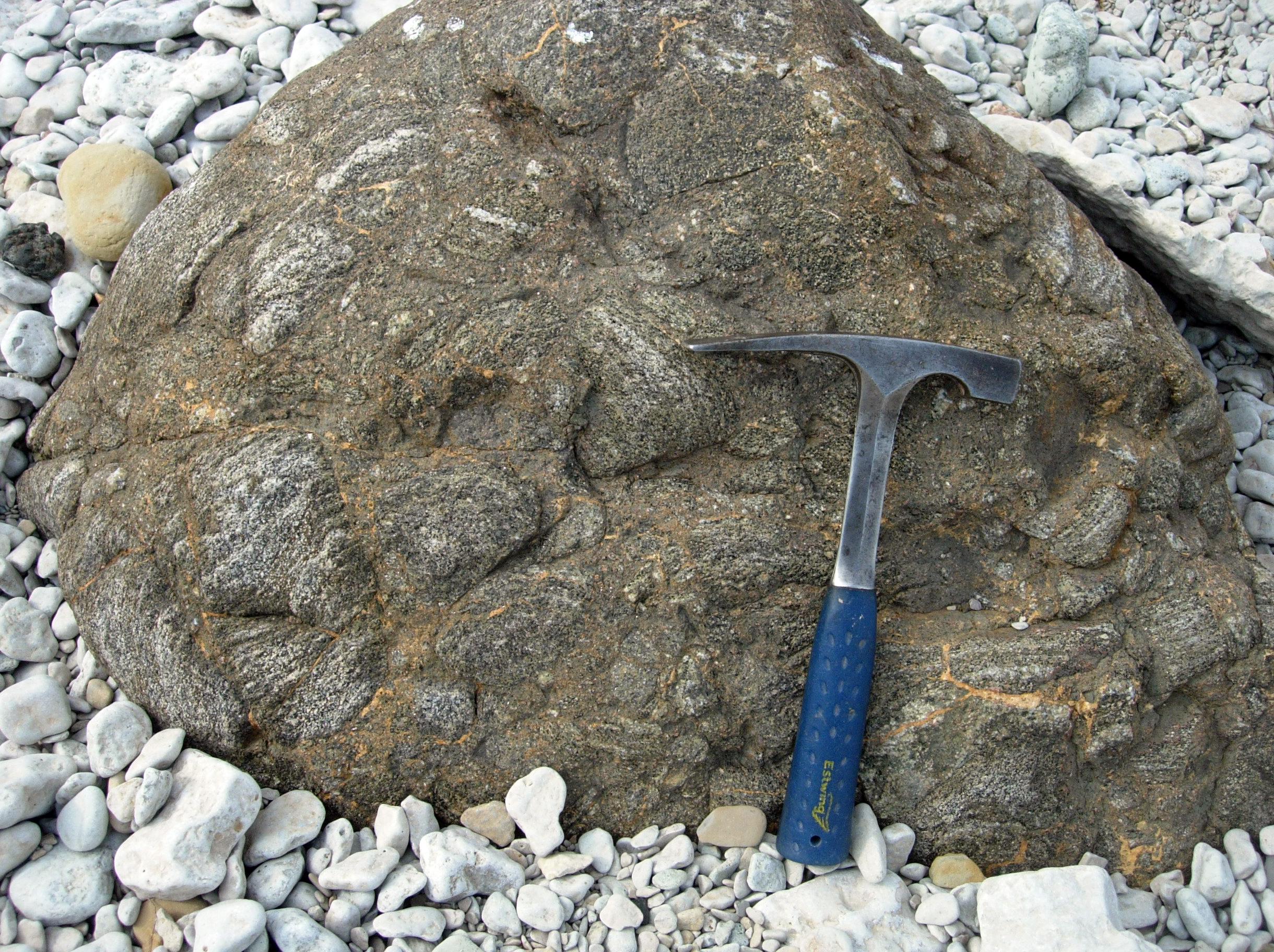

### Morfologia i estructura interna
El cràter té un diàmetre total estimat d’entre 8 i 19 km, depenent de si es consideren únicament les zones afectades per deformació mecànica directa o també els anells concèntrics i les zones dislocades. Al centre, es troba una depressió d’uns 5,5 km de diàmetre, farcida actualment per sediments siliciclàstics i carbonatats. Aquesta depressió és envoltada per un conjunt de tres crestes concèntriques, amb una elevació mitjana de 50 a 100 metres sobre el nivell base del cràter.
Aquestes crestes són considerades equivalents a l’anell de pic observat en cràters complexos formats en medis continentals. La transició de cràters simples a complexos generalment es produeix en diàmetres d’uns 2-4 km, i en el cas de Neugrund, l’amplada i morfologia de les crestes indiquen una deformació plàstica post-impacte significativa. L’evidència d’estructures radials i concèntriques al subsòl, obtinguda mitjançant sismografia de reflexió, indica la presència de falles lístriques i zones de cisalla que delimiten els anells interns.

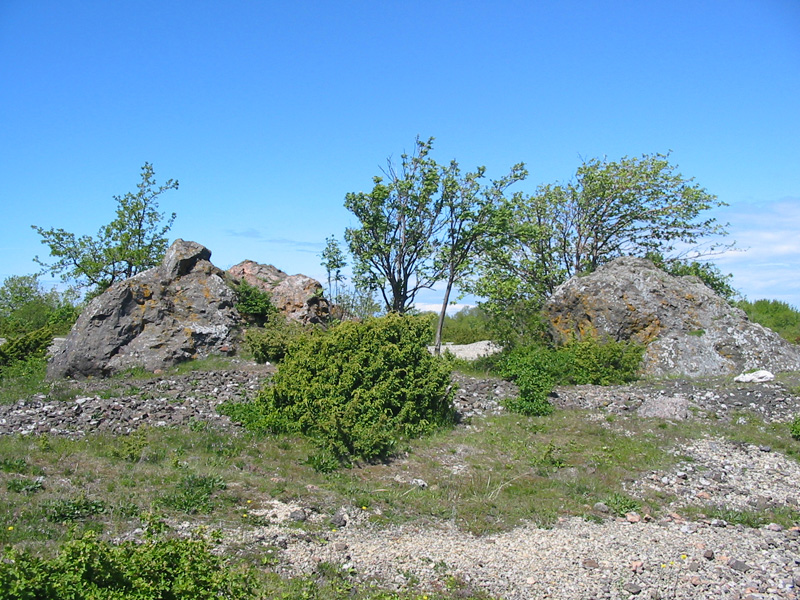

### Litologia de la zona afectada
La base del cràter exposa una secció de roques del sòcol cristal·lí, compostes principalment per gneis granítics, amfibolites i altres litologies metamòrfiques del Precambrià. Aquestes roques van experimentar xoc i fracturació intensa durant l’impacte, generant zones de cataclasis i fusió parcial (pseudotaquilites), així com evidència de planar deformation features (PDFs) en els minerals de quars i feldespat, típicament atribuïbles a xocs d’alta pressió (>10 GPa).
A sobre d’aquest sòcol, es dipositen sediments paleozòics, principalment de l’època cambriana i ordovícica. Aquests sediments, formats per gresos, argiles i calcàries, mostren una deformació més plàstica, amb plecs, bretxes i zones injectades pels materials expulsats durant l’impacte. També es troben nòduls de vidres d’impacte i tectites microscòpiques barrejades amb les bretxes.

### Cobertura sedimentària post-impacte
Després de l’impacte, el cràter va actuar com una conca de sedimentació activa durant el Paleozoic inferior. Aquesta fase va permetre l’acumulació d’una potent seqüència de sediments marins, principalment calcàries i margues de l’Ordovicià. Aquests sediments van reomplir parcialment la depressió central i es van dipositar de manera discordant sobre les estructures deformades de l’impacte. En l’actualitat, les capes sedimentàries es troben lleugerament basculades i trencades en zones de falles associades als anells concèntrics.

### Alteració glaciar i processos recents
Durant el Quaternari, l’àrea del cràter va ser successivament afectada per glaciacions, especialment durant la darrera glaciació de Würm-Weichselià. Aquestes glaceres van erosionar parcialment les estructures emergides del cràter, transportant blocs erràtics formats per bretxa de Neugrund cap a zones properes com Osmussaar, Pakri i la península de Noarootsi. Els blocs més grans (fins a diversos metres cúbics) són visibles actualment i constitueixen una prova in situ de l’impacte.
A nivell submarí, els processos sedimentaris actuals continuen modulant la morfologia del cràter, amb acumulació de sediments fins, deposició de matèria orgànica i colonització biològica. Tot i això, la major part de les estructures estructurals romanen intactes gràcies a la seva localització marina, protegida de l’erosió atmosfèrica i antròpica directa.

### Anomalies geofísiques
Estudis de gravimetria i magnetometria han detectat anomalies circulars coincidents amb les dimensions del cràter. Aquestes anomalies són coherents amb la presència d’una zona de densitat reduïda (deguda a la fracturació de les roques) i amb un contrast magnètic associat a la presència de materials fúsils i alteracions hidrotermals post-impacte. L’estructura és considerada una de les signatures gravimètriques més clares d’un cràter submarí identificat al Bàltic.

## Formació i edat
Inicialment, es pensava que el cràter s'havia format durant l'esdeveniment meteòric de l'Ordovicià, fa uns 470 milions d'anys. Tanmateix, estudis posteriors han situat la seva formació al Cambrià, fa uns 535 milions d'anys, a causa de l'impacte d'un asteroide de tipus condrita. Aquest impacte va generar una energia col·lossal, provocant la formació del cràter i l'expulsió de materials a grans distàncies.

## Bretxa de Neugrund
Un dels resultats més notables de l'impacte és la formació de la bretxa de Neugrund, una roca composta principalment de gneis i amfibolita. Aquesta roca es va formar durant la cimentació de fragments de meteorits i roques terrestres. L'acció glacial va dispersar blocs erràtics de bretxa en una àrea de més de 10.000 km² al voltant del lloc d'impacte. Aquests blocs es troben especialment concentrats a l'illa d'Osmussaar, on es poden observar formacions com Skarvan, el bloc de bretxa de Neugrund més gran conegut.

## Investigació científica
El cràter de Neugrund ha estat objecte d’una extensa investigació científica des de la seva descoberta, que ha contribuït de manera significativa al coneixement dels processos d’impacte en entorns marins i a la geologia estructural del Bàltic. La seva naturalesa submarina i el seu estat de preservació relativament bo el converteixen en un laboratori natural per a l’estudi dels efectes d’impacte en el sòcol cristal·lí, la deformació de capes sedimentàries, i els processos de reompliment post-impacte.

### Descobriment i identificació inicial
Tot i que el cràter de Neugrund no va ser reconegut com a tal fins a finals del segle xx, l’existència de blocs erràtics molt peculiars a la costa occidental d’Estònia va despertar l’interès dels geòlegs des del segle XIX. Aquests blocs, formats per bretxa d’impacte i vidres alterats, van ser associats finalment a una font comuna submarina. L’any 1995, a través d’anàlisis geofísiques i mapes batimètrics detallats, es va confirmar l’existència d’una estructura circular anòmala al fons marí, que coincidia amb els materials erràtics trobats a terra ferma.

### Prospecció geofísica i mapatge batimètric
Una de les primeres fases de la investigació es va centrar en la realització d’estudis geofísics detallats. Mitjançant sonar d’alta resolució, magnetometria marina i gravimetria, es va establir la morfologia tridimensional del cràter. El sonar de reflexió lateral i els perfils sísmics han permès cartografiar la forma dels anells concèntrics, les falles radials i la depressió central reomplerta de sediments.
Aquests estudis han mostrat que el cràter presenta una simetria altament estructurada, amb evidència de col·lapse central i zones d’elevació compatibles amb l’anell de pic intern. L’ús de tecnologia de tomografia sísmica ha permès, a més, detectar zones de baixa velocitat sísmica associades a materials fortament fracturats i a possibles dipòsits de melt rock (roca fosa per impacte).

### Anàlisi petrogràfica i mineralògica
Els estudis petrogràfics han estat fonamentals per confirmar la naturalesa d’impacte del cràter. Les mostres extretes dels blocs erràtics i de sondatges submarins mostren presència de PDFs (planar deformation features) en cristalls de quars, textures de xoc com les de mosaic en feldespats, i zones de fosa amb vesícules característiques de descompressió ràpida.
També s’hi han identificat vidres d’impacte, microtectites i esfèrules silicatades, així com minerals neoformats rics en ferro i magnesi. L’anàlisi isotòpica ha permès detectar lleugeres anomalies de platí i iridi, compatibles amb l’aportació d’un cos extraterrestre metàl·lic o rocallós.

### Cronologia de l’impacte
La datació del cràter ha estat una qüestió clau per a la seva contextualització geològica. Els primers intents de datació van utilitzar mètodes indirectes basats en la superposició de sediments paleozòics deformats. No obstant això, les datacions més recents empren tècniques com l’U/Pb en zircons de material de fosa i l’argon-argon (⁴⁰Ar/³⁹Ar) en minerals de reescalfament post-impacte.
Els resultats convergents situen l’impacte durant el Precambrià tardà, fa aproximadament entre 535 i 560 milions d’anys, en la transició Cambrià-ediacarià. Això implica que el cràter es va formar abans de la consolidació definitiva de la plataforma estoniana i abans de l’acumulació dels sediments cambrians més antics.

### Aplicacions i investigació multidisciplinària
A més del seu interès purament geològic, el cràter ha estat estudiat per disciplines diverses. En biologia marina, ha estat objecte de seguiment per la seva influència sobre la biodiversitat bentònica i la morfologia de fons marí. En ciències planetàries, serveix com a analog per a cràters d’impacte en medis aquàtics d’altres planetes, com pot ser Mart o Europa (satèl·lit de Júpiter).
Els models numèrics d’impacte realitzats per investigadors del Centre de Recerca Planetària d’Estònia han simulat l’impacte inicial en un ambient marí de profunditat mitjana, considerant la viscositat de l’aigua, la pressió hidroestàtica i les condicions litològiques locals. Aquests models ajuden a comprendre com es genera el rebot central i la redistribució del material fúsil.

### Futur de la recerca
Actualment, Neugrund forma part de diversos projectes internacionals relacionats amb la geodinàmica del mar Bàltic, així com amb xarxes de seguiment de cràters d’impacte arreu del món. Hi ha plans per desenvolupar una plataforma d’observació submarina permanent amb sensors sísmics, hidrofònics i cameras, que permeti estudiar tant els processos geològics actius com els efectes de l’impacte sobre l’ecosistema marí.

## Importància geològica
El cràter de Neugrund representa una estructura geològica clau per a la comprensió de diversos processos litodinàmics i tectònics que afecten tant l’escorça continental precambriana com les cobertes sedimentàries paleozoico-mesozoicas del mar Bàltic. La seva localització en una regió amb substrat cristal·lí arcaic i la seva interacció amb formacions sedimentàries posteriors el converteixen en un punt d’interès únic dins la geologia del nord d’Europa.

### Impacte sobre l’arquitectura tectònica regional
Tot i que el cràter es troba avui submergit, les deformacions mecàniques generades per l’impacte s’estenen més enllà del contorn visible del cràter. Estudis estructurals indiquen que l'ona de xoc generada va induir falles de rang menor i zones d’esquistositat fràgil en roques precambrianes que s’estenen radialment fins a més de 10 km del centre del cràter. Aquestes disrupcions mecàniques han alterat la distribució de l’aqüífer regional i han modificat lleugerament l’orientació dels eixos d’estrès en la plataforma rocosa inferior del Bàltic occidental.
A diferència d’altres cràters, l’impacte de Neugrund presenta una geometria lleugerament el·líptica, probablement deguda a la inclinació obliqua de l’impacte. Això ha proporcionat un cas d’estudi valuós per als models de deformació asimètrica en col·lisions extraterrestres sobre terrenys heterogenis, contribuint a refinar les simulacions de cràters no circulars.

### Significació en l’estudi de l’erosió diferencial
Neugrund ofereix un escenari privilegiat per a l’estudi de l’erosió diferencial i la preservació de formes estructurals impactogèniques en condicions subaquàtiques. La diferència en la resistència mecànica entre el sòcol impactat, les bretxes d’impacte i els sediments posteriors ha donat lloc a patrons d’erosió complexos. Aquests patrons revelen els efectes de l’erosió marina, la sedimentació costanera i la bioturbació sobre estructures de gran energia originades fa centenars de milions d’anys.
Les corbes de perfil del cràter, obtingudes mitjançant batimetria multifeix, mostren asimetries atribuïbles a processos posteriors com l’enfonsament diferencial o el rebliment selectiu. Aquestes dades han estat crucials per desenvolupar models numèrics de degradació de cràters en medis actius des del punt de vista hidrodinàmic.

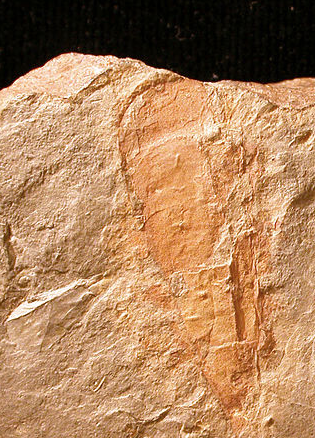

### Valor com a registre paleogeogràfic
L’impacte que va donar origen al cràter es va produir en un moment clau de la història geològica del planeta: la transició entre l’Ediacarià i el Cambrià, quan s’estaven consolidant els primers ecosistemes multicel·lulars i s’iniciava la formació dels primers escuts continentals estabilitzats. El cràter, a través de les seves capes de reompliment sedimentari, conserva informació sobre el medi ambient post-impacte d’aquest període crític.
Els sediments marins que ocupen la conca d’impacte contenen microfòssils i minerals pesats que poden ser correlacionats amb altres localitats d’edat similar. Això ha permès als paleogeòlegs reconstruir les condicions paleoambientals, com la salinitat, la temperatura marina i els patrons de circulació oceànica primitiva.
A més, el registre de la columna sedimentària reomplerta inclou diversos episodis de subsidència que poden ser associats a reajustaments isostàtics de la litosfera després de l’impacte, aportant dades valuoses sobre el comportament del mantell superior i la dinàmica litosfèrica regional.

### Rellevància per a la geodinàmica de cràters coberts
A diferència de molts cràters visibles a la superfície terrestre, Neugrund està parcialment cobert per capes marines i ha sofert una història post-impacte prolongada sota entorns sedimentaris. Aquesta característica el converteix en un model ideal per estudiar els anomenats “cràters ocults” o “buried impact structures”. En aquest sentit, ha estat comparat amb altres cràters coberts, com ara el de Chicxulub (Mèxic), Ries (Alemanya) i Mjølnir (Noruega).
L’estudi de Neugrund ajuda a perfeccionar les tècniques geofísiques utilitzades per identificar estructures d’impacte amagades sota cobertes sedimentàries, la qual cosa és fonamental tant per a la prospecció petroliera com per a la geologia planetària.

### Interacció amb processos deglacigènesi
Una altra dimensió clau de la importància geològica de Neugrund és la seva interacció amb les glaciacions quaternàries. Durant l’avanç i retrocés de les capes de gel bàltiques, el cràter va actuar com una trampa sedimentària i com una barrera física que va modificar localment l’escultura glacial. L’estudi dels dipòsits glaciomarins dins la conca ha revelat estrats deformats que aporten informació sobre la direcció i intensitat del flux de gel, així com sobre episodis de surreiximent isostàtic postglacial.

## Protecció i conservació
Donada la seva importància científica i geològica, s'han pres mesures per protegir el cràter de Neugrund i les seves àrees circumdants. Això inclou la regulació de les activitats humanes que podrien afectar negativament l'estructura, així com la promoció de la investigació científica i l'educació pública sobre aquest fenomen geològic.